# Steve Nicol
Stephen „Steve“ Nicol (* 11. Dezember 1961 in Irvine, Schottland) ist ein ehemaliger schottischer Fußballspieler. Der Abwehr- und defensive Mittelfeldspieler war ab 1981 für 14 Jahre beim FC Liverpool aktiv. Nach seinem Karriereende wurde er Trainer, zuletzt beim US-amerikanischen Profiligaverein New England Revolution.

## Spielerkarriere
Nicol begann 1979 seine Laufbahn beim schottischen Klub Ayr United. Zwei Jahre später wechselte er im Oktober 1981 zu dem englischen Spitzenverein FC Liverpool. Die Ablösesumme, die Liverpools Trainer Bob Paisley mit der Vereinsführung von Ayr United aushandelte, betrug 300.000 Pfund und sollte sich im weiteren Verlauf als lohnende Investition herausstellen.
Zunächst kam Nicol aber in den folgenden zwei Jahren mehrheitlich in der Reservemannschaft zum Einsatz und spielte nur sehr sporadisch in der Profielf. Erst unter dem neuen Trainer Joe Fagan konnte sich Nicol im Jahre 1983 einen Stammplatz erarbeiten und gewann in seiner ersten vollständigen Spielzeit seine erste englische Meisterschaft. Im Ligapokalfinale, in dem Liverpool den Lokalrivalen FC Everton besiegte, spielte er zwar nicht, wurde aber im Endspiel des Europapokals der Landesmeister gegen den AS Rom eingewechselt. Nach einer guten Leistung in der Partie, die nach regulärer Spielzeit mit einem 1:1-Remis endete, verschoss er beim Elfmeterschießen einen Strafstoß. Da jedoch auch zwei Akteure des AS Rom ihre Elfmeter nicht verwandeln konnten, gewann der FC Liverpool dennoch den renommiertesten europäischen Vereinstitel.
Nicol etablierte sich fortan weiter in der Mannschaft, gewann 1986 das Double aus FA Cup und englischer Meisterschaft und wurde auch zwischenzeitlich in der schottischen Nationalmannschaft zu einer festen Größe. Die insgesamt 27 Spiele andauernde Karriere für Schottland führte ihn auch zur WM 1986 nach Mexiko, wo er in allen drei Vorrundenspielen eingesetzt wurde.
Als vielseitiger Spieler agierte Nicol nach dem Weggang von Phil Neal im Jahre 1986 zwar zumeist auf der Position des rechten Abwehrspielers, wechselte aber häufig auf die linke Seite, ins Zentrum der Defensive oder nahm gar am Mittelfeldspiel teil. Trotzdem bevorzugte er stets das Trikot mit der Zahl 4, die häufig die Nummer eines Innenverteidigers oder Vorstoppers darstellt und zu diesem Zeitpunkt noch nicht fest an einen Spieler vor Saisonbeginn vergeben wurde.
Im Jahr 1988 entwickelte Nicol eine große Torgefährlichkeit und setzte zu einer ungewöhnlichen Trefferserie – angesichts seiner Positionen, die eher defensiv orientiert waren – an. Dazu zählten drei Treffer in einem Spiel gegen Newcastle United und ein spektakuläres Kopfballtor aus großer Entfernung gegen den FC Arsenal. Diese Phase ließ innerhalb der Saison, in der der FC Liverpool versuchte, ein weiteres Mal das Double aus Pokalsieg und Meisterschaft zu erringen, wieder etwas nach, was nichts daran änderte, dass er aufgrund seiner Abwehrleistungen als einer der besten Mannschaftsspieler in Liverpool zu diesem Zeitpunkt galt. Nach dem Gewinn der Meisterschaft verlor Liverpool sensationell mit 0:1 gegen den FC Wimbledon im Wembley-Stadion. Dabei war es Nicol, der in der Nachspielzeit mit einem Flugkopfball, der knapp über dem gegnerischen Tor landete, die letzte Chance zum Ausgleich vergab, die eine Verlängerung zur Folge gehabt hätte.
Im anschließenden Jahr – in der Saison, als sich die Hillsborough-Katastrophe ereignete – wohnte Nicol, gemeinsam mit zahlreichen Vereinskameraden zahlreichen Beerdigungen und Kondolenzbesuchen bei. Sportlich gesehen gewann er mit seinem Klub im FA-Cup-Endspiel gegen den FC Everton, verlor jedoch nach einem Gegentreffer im entscheidenden letzten Spiel in der letzten Minute durch Michael Thomas die Meisterschaft gegen den FC Arsenal. Mit einem persönlichen Höhepunkt endete die turbulente Spielzeit, als Nicol im Jahre 1989 von den Fußballjournalisten zu Englands Fußballer des Jahres ernannt wurde.
Als Liverpool in der folgenden Saison Crystal Palace mit 9:0 besiegte und damit den höchsten Sieg in einem Meisterschaftsspiel in der Klubgeschichte einfuhr, war Nicol der einzige Akteur, dem dabei zwei Treffer gelangen (das erste und letzte Tor). Liverpool gewann in der Spielzeit 1989/90 eine weitere englische Meisterschaft. Unter Graeme Souness errang Nicol schließlich im Jahre 1992 mit dem FA Cup seine letzte bedeutende Trophäe.
Bis 1995 blieb Nicol noch in Liverpool und übernahm dann als Spielertrainer bei Notts County. Er ließ anschließend seine Karriere langsam bei Sheffield Wednesday, West Bromwich Albion (auf Leihbasis) und den Doncaster Rovers auslaufen und wechselte 1999 in die Vereinigten Staaten zu den Boston Bulldogs in die A-League, wo er ebenfalls als Spielertrainer arbeitete. Im September des gleichen Jahres übernahm er auf Interimsbasis die gleiche Funktion bei dem Verein New England Revolution für die letzten beiden Saisonspiele in der Major League Soccer (MLS), die er beide gewann. Daraufhin kehrte er in den Jahren 2000 und 2001 jeweils zu den Boston Bulldogs zurück, bevor er sich im Jahr 2002 endgültig wieder dem Klub New England Revolution als Kotrainer anschloss.

## Laufbahn als Trainer
Bei New England Revolution übernahm er das Traineramt zunächst nur vorläufig, wurde nach 21 Spielen aber dauerhaft angestellt. In seiner ersten Saison führte Nicol die Mannschaft in das Endspiel des MLS Cups und wurde zum Trainer des Jahres in der MLS gewählt. In den weiteren Jahren seiner dortigen Trainerbeschäftigung erreichte er jeweils das MLS Eastern Conference Final (entspricht dem Halbfinale der Meisterschaftsrunde) und in den Jahren 2005 und 2006 erneut das Endspiel. Alle drei Endspiele wurden verloren, und in keiner der Begegnungen erzielte New England Revolution in der regulären Spielzeit einen Treffer.
In seinem Trainerstab arbeitete mit dem ehemaligen Mittelstürmer Paul Mariner ein ehemaliger englischer Nationalspieler und Akteur von Ipswich Town und Arsenal. Ende der Saison 2011 wurde Nicol als Trainer entlassen, nachdem New England zum ersten Mal seit 9 Jahren die Playoffs nicht erreicht hatte.
Nicol wohnt mit seiner Frau und zwei gemeinsamen Kindern in Hopkinton im Bundesstaat Massachusetts.

## Erfolge
- Europapokalsieger der Landesmeister: 1984
- Englischer Meister: 1984, 1986, 1988, 1990
- FA-Cup-Sieger: 1986, 1989, 1992
- Englischer Ligapokal-Sieger: 1984
- Community-Shield-Sieger: 1986*, 1989, 1990* *(geteilter Titel)
- Englands Fußballer des Jahres: 1989
- Trainer des Jahres in der MLS: 2002
- (als Trainer) Lamar-Hunt-U.S.-Open-Cup-Sieger: 2007

| Personendaten    | Personendaten                            |
| ---------------- | ---------------------------------------- |
| NAME             | Nicol, Steve                             |
| ALTERNATIVNAMEN  | Nicol, Stephen                           |
| KURZBESCHREIBUNG | schottischer Fußballspieler und -trainer |
| GEBURTSDATUM     | 11. Dezember 1961                        |
| GEBURTSORT       | Irvine                                   |